# Phryxe macquarti
Phryxe macquarti là một loài ruồi trong họ Tachinidae.